# Пливајућа кожа
Пливајућа кожа је кожа која се развила између прстију животиња које живе у води. 
Она повећава ефикасност покрета пливања, јер повећава површину предњих и/или задњих ногу животиње и на тај начин омогућава бољи пренос снаге мишића у води. 
Пливајуће кожице за пливање су еластичне, тако да се површина удова може смањити када се креће у супротном смеру од правца пливања, омогућавајући тако нижи отпор воде. Читав низ животиња које живе у води имају пливајуће кожице, попут туљана, даброва, водоземаца, читав низ породица птица, неких гмизаваца... 
И код људи се такође може појавити пливајућа кожица, али то је генетски условљен недостатак материјала у грађи. 